# Mahnmal Lüsekamp

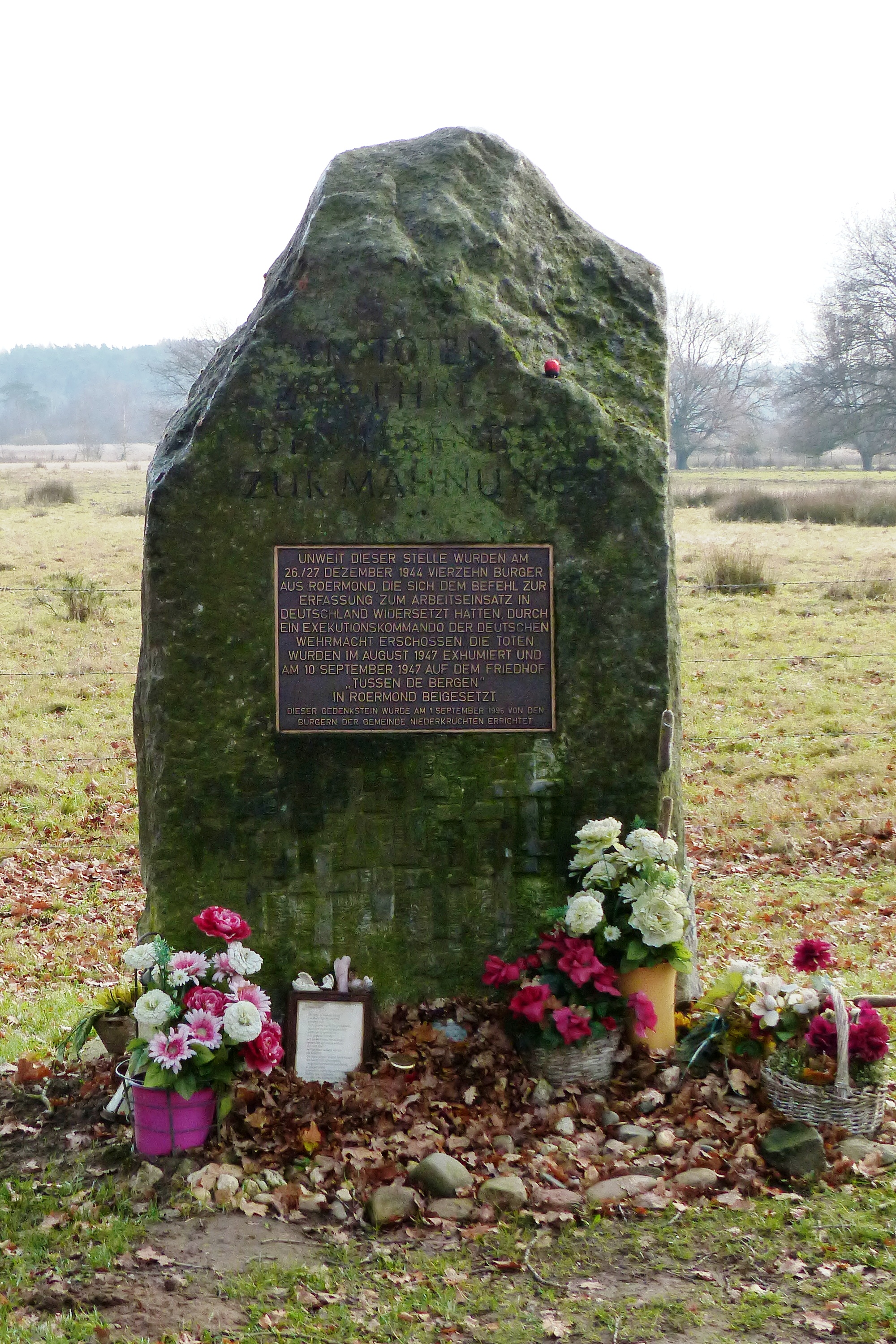
Das Lüsekamp-Mahnmal, 20 Jahre nach der Errichtung

Das Mahnmal Lüsekamp ist ein Mahnmal im Lüsekamp-Bereich des Elmpter Waldes. Es wurde im September 1996 von Bürgern Niederkrüchtens errichtet und befindet sich im Grenzwald zwischen der deutschen Ortschaft Elmpt und der niederländischen Stadt Roermond, in unmittelbarer Nähe der Bundesautobahn 52 und des ehemaligen Flugplatzes der Royal Air Force. Es erinnert an 14 Männer im Alter zwischen 16 und 48 Jahren, die am 26./27. Dezember 1944 von einem Exekutionskommando der deutschen Wehrmacht erschossen wurden. Unter ihnen waren 12 niederländische Bürger der Stadt Roermond, ein Deutscher und ein Pole, die sich zuvor versteckt hatten, um nicht zur Zwangsarbeit nach Deutschland verschleppt zu werden.
Das Mahnmal erinnert auch an 3000 Roermonder, die am 30. Dezember 1944 bei eisiger Kälte in einem Gewaltmarsch von Roermond nach Dülken getrieben wurden und von dort zur Zwangsarbeit deportiert wurden.

## Zur damaligen Situation
Roermond war seit dem 10. Mai 1940 von Truppen der Wehrmacht besetzt. Am 21. Oktober 1944 kapitulierten die Verteidiger von Aachen; die Westalliierten hatten nun einen Brückenkopf auf dem rechten Maasufer und die Front war nicht mehr weit von Roermond entfernt.
Am 15. Dezember 1944 rief Major Ulrich Matthaeas, Kommandant des 1. Bataillons der Kampfgruppe Hübner und Orts- oder Abschnittskommandant von Roermond, die männliche Bevölkerung dazu auf, sich bis zum 18. Dezember 17 Uhr zur Ausweiskontrolle zu melden. Er befürchtete, wehrfähige Niederländer könnten seine Truppe rücklings angreifen.  Den Meldepflichtigen war klar, dass sie zum Arbeitseinsatz nach Deutschland deportiert werden sollten. Nur 40 meldeten sich; es kam zu Razzien und Verhaftungen.
Unter den Bodendielen in der Wohnung einer Mädchenschule versteckten sich Jungen und Männer; die Einstiegsluke lag unter einem Kleiderschrank. Das Versteck wurde aber verraten; die dort Versteckten wurden verhaftet und kamen vor ein Standgericht unter Vorsitz des Abschnittskommandanten und wurden allesamt in einem nur 75 Minuten dauernden kurzen Prozess zum „Tod durch die Kugel“ verurteilt. Sie hatten keinen anwaltlichen Beistand.
Matthaeas (1911–1994) geriet am 12. Mai 1945 in US-Kriegsgefangenschaft.  Er wurde am 7. Februar 1947 an die Niederlande ausgeliefert. Die Niederländer, die ihn in die Niederlande bringen sollten, misshandelten ihn und ließen ihn in Wiesbaden in einem Raum zum Sterben liegen.  Matthaeas überlebte und gelangte so in die Freiheit.
1971 fand ein Roermonder Hobby-Historiker heraus, dass Matthaeas noch lebte. Die Staatsanwaltschaft Braunschweig stellte Ermittlungen an. Diese zogen sich bis August 1976 hin; inzwischen waren seine Taten verjährt. Die Hinrichtung der 14 Männer blieb ungesühnt.

## Nach der Hinrichtung
Am 28. Dezember machte der Ortskommandant die Urteile bekannt und rief zugleich die männlichen Einwohner zwischen 16 und 60 Jahren auf, sich zu melden. Wer der Meldepflicht nicht nachkomme und nach dem 30. Dezember ohne gültigen Ausweis in Roermond angetroffen werde, werde sofort erschossen.
Daraufhin meldeten sich rund 3000 Roermonder. Sie wurden am 30. Dezember in eisiger Kälte in einem Gewaltmarsch nach Dülken getrieben, wo sie die Nacht unter freiem Himmel verbringen mussten. Am nächsten Tag wurden sie per Bahntransport zur Zwangsarbeit nach Wuppertal-Vohwinkel gebracht.